# Автомонов, Григорий Григорьевич

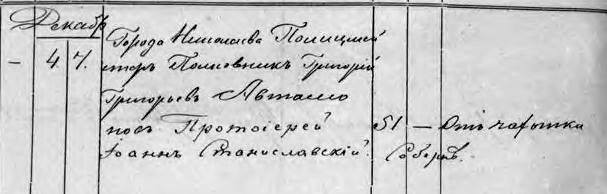
Выписка из метрической книги о смерти полицмейстера Автомонова.

Григорий Григорьевич Автомонов (1793, Санкт-Петербург, Российская империя — 4 (16) декабря 1850, Николаев, Российская империя) — русский военный и государственный деятель, полковник.

## Биография
Родился в 1793 году в купеческой семье в Санкт-Петербурге.
Григорий получил хорошее домашнее образование и готовился продолжить учёбу в коммерческой школе немецкого города в Пфальце, но это ему не удалось из-за начавшейся Отечественной войны 1812 года. Автомонов записался добровольцем в санкт-петербургское ополчениеи с 1812 года служил солдатом в лейб-гвардии Гренадерском полку. В этом же году за отличие по службе был произведен в прапорщики. Участник всех крупных сражений 1812—1814 годов — от Бородинского до Парижского.
В 1814 году на корабле «Принц Густав» эскадры вице-адмирала Кроуна совершил плавание от Любека до Кронштадта.
В 1827 году Автомонов в чине майора поступил в Черноморское ведомство, командовал 12-м рабочим (ластовым) экипажем в городе Николаеве.
С 1829 года — исполняющий должность полицмейстера города, а с 1830 — утвержден николаевским полицмейстером. В 1835 году на основе первого плана П. И. Федорова (предыдущий полицмейстер) разработал проект наименования улиц Николаева (утверждённого М. П. Лазаревым), расширив его и дополнив.
В 1833 году Григорий Автомонов был обвинен графом А. Х. Бенкендорфом в отравлении царского ревизора Александра Казарского.

Дядя Казарского Масикевич, умирая, оставил ему шкатулку с 70 тыс. руб., которая при смерти разграблена, при большом участии Николаевского полицмейстера Автомонова. Назначено следствие, и Казарский неоднократно говорил, что постарается непременно открыть виновника. Автомонов был в связи с женой капитан-командора Михайловой, женщиной распутной и предприимчивого характера, у ней главною приятельницей была некая Роза Ивановна, состоявшая в коротких сношениях с женой одного аптекаря. Казарский после обеда у Михайловой, выпивши чашку кофе, почувствовал в себе действие яда... Назначенное [адмиралом Алексеем] Грейгом следствие ничего не открыло, другое следствие также ничего хорошего-не обещает, ибо Автомонов ближайший родственник генерал-адъютанта Лазарева— из записки Графа Бенкендорфа от 8 сентября 1833 года "О скоропостижной смерти флигель-адъютанта Казарского".
Умер на службе от чахотки 4 декабря 1850 года.

## Награды
- Награждён орденом Св. Георгия 4-й степени (№ 6450; 5 декабря 1841).
- Также награждён другими наградами Российской империи, в том числе медалями за участие в Отечественной войне.